# Museo arqueológico municipal de Villanueva de la Fuente
El Museo Arqueológico municipal de Villanueva de la Fuente es un museo ubicado en la localidad de Villanueva de la Fuente, provincia de Ciudad Real (España). Tiene su sede en la antigua Casa de la Encomienda y está dedicado a mostrar la secuencia histórica del pueblo y su entorno.

## Historia
El museo fue posible gracias a la obtención de diferentes piezas y restos encontrados mediante las distintas intervenciones arqueológicas, llevadas a cabo desde el año 1998 hasta el 2003 a manos de la empresa arqueológica Anthropos.
Las primeras excavaciones comenzaron en 1998 en el Callejón del Aire, aunque simultáneamente a 5 kilómetros, se excavaba Fuente de la Toba, dónde aparecerían la estructura amurallada y que el grupo de arqueólogos llegó a pensar que era romana.  
Las segundas excavaciones se hicieron en torno al año 2001 donde se excavó el solar ubicado en el número 7 del Callejón del Aire, el cual estaba en una de las cotas más elevadas.  
Es una de las únicas localidades dentro de la provincia de Ciudad Real que dispone de un yacimiento arqueológico de tipo continuum, es decir, que tiene un continuo espacio habitacional. Solo se encuentra otro de este tipo en la localidad de Almedina, a unos 25 kilómetros.  
Los restos arqueológicos obtenidos han hecho posible dotar a la localidad de la importancia histórica que alberga. A través de un conjunto de estructuras, podemos contemplar las distintas etapas históricas de la villa que van desde los asentamiento neolíticos hasta casi la modernidad. 

## Sede
El emplazamiento se sitúa en el número 1 del Callejón del Aire, dónde antiguamente se encontraba la Casa de la Encomienda de la localidad. A su vez esta está dividida en diferentes salas y estancias donde se muestra al espectador la amplia colección que alberga el pueblo manchego. 

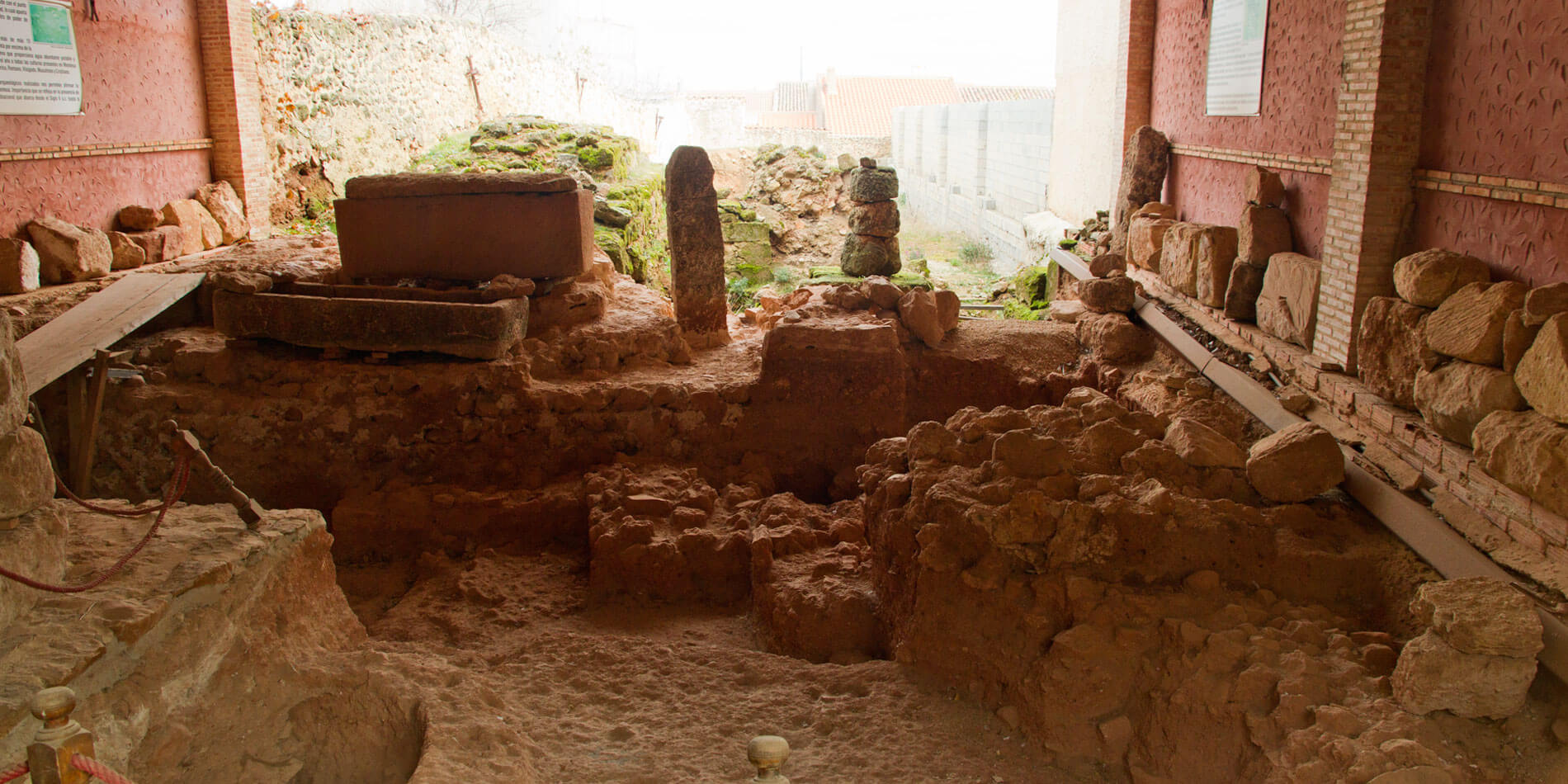
Restos del yacimiento de Villanueva de la Fuente

El conjunto museístico del que forma parte está acompañado de los yacimientos arqueológicos situados en el número 7 del mismo callejón y en el número 14 de la calle Mentesa, y en su conjunto convierten al pueblo en un gran emplazamiento del pasado histórico español. 

## Administración
La excavación fue propulsada por el propio Ayuntamiento de Villanueva de la Fuente con ayuda de la Diputación de Ciudad Real. 

## Colecciones
El estudio llevado a cabo en el yacimiento indica que los restos encontrados corresponden con las culturas íberas, romanas, musulmanas y cristianas.
Dentro de las excavaciones se encontraron diferentes estructuras, de las cuales más importantes fueron aquellas de carácter militar y administrativo, al igual que algunas vías, espacios domésticos e industriales. Dentro de ellas también se encontraron numerosos bienes muebles.
- Edad de bronce: se encontraron exhumaciones, ídolos, elementos simbólicos y exvotos.
- Etapa ibérica: se encontró una área urbana protegida por una muralla y los restos de dos necrópolis.
- Etapa romana: se encontró una calzada romana, además de restos de entornos domésticos. El municipio romano de Mentesa Oretana fue una de las paradas dentro la Vía Augusta, en la ruta que conectaba Cádiz con Roma. Así pues la  relación con las grandes vías dio gran importancia al municipio, el cual llegó incluso a acuñar su propia moneda. Algunas fuentes clásicas citan a Mentesa Oretana cómo se puede ver en los Vasos de Vicarello o en obras de autores clásicos como Plinio, Ptolomeo o el mismísimo Tito Livio[1] Las fuente clásicas también cuentan que por Mentesa Oretana circulaba el Camino de Aníbal.
- Etapa tardo-románica: se encontraron los restos de una iglesia en el caso antiguo que pertenecerían a la época visigoda. Tal fue la importancia de esta zona que incluso llegó a formar parte de un obispado.
- Etapa bajo medieval: se encontró una muralla y una antigua fortaleza utilizada en época del asedio árabe, y que se situaba en la parte más alta del pueblo. A partir del siglo X se desconoce que fue del pueblo ya que las fuentes la silenciaron. Tras la reconquista cristiana, esta fortaleza se vio envuelta en numerosos conflictos bélicos culminados en las Guerras de Alcaraz. La fortaleza y la muralla fueron destruidas a manos de las tropas de Alcaraz, sobre todo para evitar posibles sublevaciones.[2]